# Psychotria leleana
Psychotria leleana är en måreväxtart som beskrevs av Seymour Hans Sohmer. Psychotria leleana ingår i släktet Psychotria och familjen måreväxter. Inga underarter finns listade i Catalogue of Life.